# Zdeněk Plesník
Zdeněk Plesník (2. září 1914, Valašské Meziříčí – 28. září 2003, Zlín) byl český funkcionalistický architekt.

## Život
Studoval na střední dřevařské škole. Okouzlení dílem švýcarského architekta Le Corbusiera ho přivedlo ke studiu architektury. V letech 1933 až 1937 studoval na UMPRUM u Pavla Janáka. Poté pracoval dva roky ve stavebním oddělení firmy Baťa ve Zlíně. Od roku 1939 byl žákem profesora Josefa Gočára na AVU v Praze. Téhož roku 17. listopadu byl však zatčen a rok vězněn v německém Oranienburgu. Ve válečných letech 1941 až 1945 pracoval ve Filmových ateliérech Zlín a školu tak kompletně dokončil až v roce 1947 u profesora Jaroslava Fragnera. Od roku 1949 začal pracovat ve Zlíně jako zaměstnanec Centroprojektu Gottwaldov, což byla nástupnická organizace Baťovy projekční kanceláře.

## Dílo

### Stavby ve Zlíně

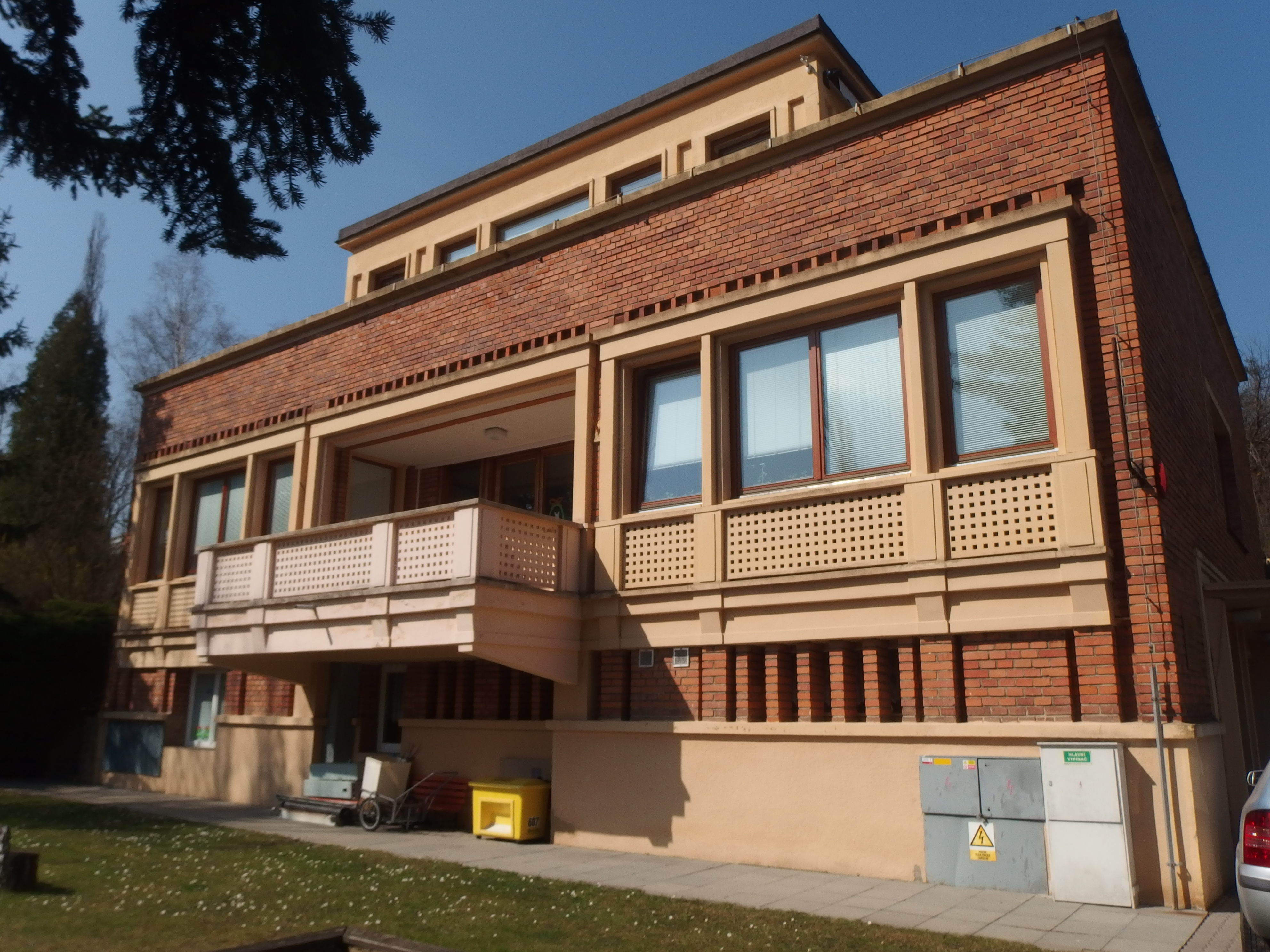
Hanzelkova vila

- Dům manželů Čištínových, Školní ulice, 1939, spolupráce s Ferdinandem Sedláčkem. Třiadvacetiletý Plesník se podílel pravděpodobně na návrhu obchodního parteru bytového domu.
- Dům Emilie Sedláčkové, 1939 - nájemní dům pro manželku zlínského stavitele F. Sedláčka, Slovenská ulice
- Malotova vila, 1942. Dům pro rodinu Ludvíka Maloty, zakladatelů první zlínské pálenice. Ve Zlíně také provozovali vyhlášenou kavárnu a cukrárnu Malota, do které chodívaly známé prvorepublikové osobnosti, např. Oldřich Nový nebo Ljuba Hermanová.
- Zikmundova vila, 1953 - vila pro cestovatele Miroslava Zikmunda
- Hanzelkova vila, 1956 - vila pro cestovatele Jiřího Hanzelku
- Budova Dopravního podniku, 1956
- Sovičkova vila, 1958
- Liškova vila, 1959 - vila pro hudebního skladatele Zdeňka Lišku
- Budova Kancelářských strojů, 1960
- Budova Fotografie, 1962[2]
- spolupráce při výstavbě sídla Centroprojektu, 1968
- vila režiséra V. Bárty, Kudlov, 1976
- Telekomunikační budova, Malenovice, 1978
- Dům služeb, 1979
- Samohýlova vila, 1979 - vila pro automobilového závodníka Aloise Samohýla
- nová provozní budova Fotografie, 1990[3]

### Stavby mimo Zlín
- MEZ Hulín, 1950-54
- Hvězdárna Valašské Meziříčí, 1950-56
- Hlubotiskárna, Peking, Čína, 1954
- Vysílač v Pekingu, Čína, 1954-56
- Oděvní závody Jiřího Wolkera, Prostějov, 1956-63
- Výzkumný ústav bavlnářský – přádelna, Ústí nad Orlicí, 1963
- Státní výzkumný ústav textilní, Liberec 1969-78
- Vila MUDr. Brzáka, Solné, Luhačovice, 1977